# Korahane
Korahane este o comună rurală din departamentul Dakoro, regiunea Maradi, Niger, cu o populație de 6.846 de locuitori (2001).